# Lou! (película)
Lou! es una película francesa dirigida por Julien Neel, lanzada el 8 de octubre de 2014. Se trata de la adaptación de los volúmenes 1-4 de la serie de cómics Lou!, Que se titula como el primer volumen "Journal Infime" (En español: Diario Infimo)

## Sinopsis
Lou es una joven de 12 años, creativa y soñadora. Ella vive sola con su madre, quien ha dedicado su vida al desarrollo de su hija y su pasión por los videojuegos. Lou está obsesionada con su vecino Tristán, muchacho taciturno y que toca la guitarra, quien abandona gradualmente a sus compañeros de banda marginales, mientras que su madre comienza un renacimiento romántico con toques dramáticos.

## Casting
En septiembre de 2013, Kyan Khojandi, Ludivine Sagnier y Nathalie Baye fueron escogidos para la película y Lola Lasseron interpretará al personaje principal. El actor Kyan Khojandi, más conocido en el papel de "Je" en la serie de televisión "Bref", hará su debut en Cine.

## Rodaje
El rodaje principal se llevó a cabo entre el 28 de octubre de 2013 y 27 de enero de 2014 en los estudios de Bry-sur-Marne y en París. Varias escenas se rodaron en el Jules Verne en Cergy (95).
Según AlloCiné la decoración sigue siendo "fiel al mundo de fantasía" en la obra del autor de la historieta, confiando "en una estética digna de Michel Gondry, pop y colorido, lleno de una cierta poesía."